# Ball d'en Serrallonga de Vilafranca
El Ball d'en Serrallonga de Vilafranca del Penedès és un ball parlat que representa les correries del bandoler Joan de Serrallonga i la seva quadrilla de bandolers. Representen diverses danses de cercavila i un sainet, amb trabucs, l'espingarda d'en Serrallonga i el pistolot valencià de la Joana de Torrelles. Forma part dels elements de les cercaviles i processons de la Festa Major de Vilafranca del Penedès.

## Història
La primera referència escrita de la participació del Ball d'en Serrallonga de Vilafranca del Penedès a la seva Festa Major, data de 1820. Durant alguns anys del segle xix van anar participant en la Festa Major de Vilafranca. Altres anys no participaven, com el 1856, per culpa de la situació política del país. El 1876, l'Ajuntament de Vilafranca del Penedès va dictar una prohibició expressa per tal que no participés en la festa major d'aquell any. El 1980 es va recuperar el ball.
A finals de segle xix, deixa de representar-se pel perill dels trets de les armes que portaven.

## Composició
El Ball d'en Serrallonga el formen tretze components, però havia arribat a tenir trenta figurants. Els personatges que participen en el sainet, són els següents:
1. Joan de Serrallonga
2. Joana de Torrelles, dona d'en Serrallonga
3. Joanet, fill d'en Serrallonga i la Joana de Torrelles
4. Fadrí de Sau
5. Peret Xinxola
6. Rocaguinard
7. Vermell
8. Astut
9. Xocopanarra
10. Tallaferro
11. Simó de Londres
12. Simonet
13. Pere Blau